# Moulis (Ariège)
Moulis é uma comuna francesa na região administrativa de Occitânia, no departamento de Ariège.